# بمب‌گذاری ۲۰۲۲ استانبول

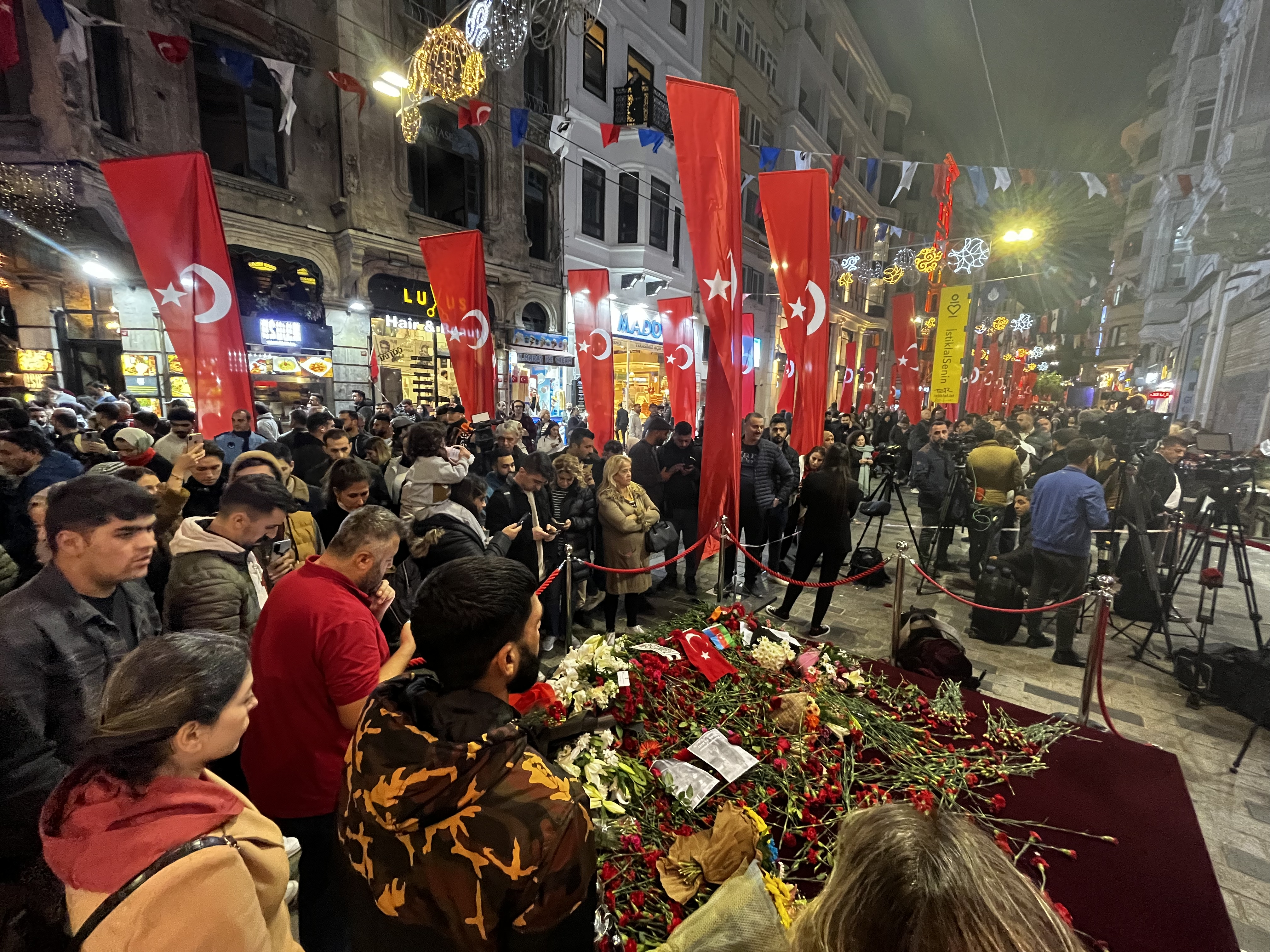
مراسم یادبود کشته‌شدگان در محل حادثه

در ۱۳ نوامبر ۲۰۲۲، انفجاری در خیابان استقلال در منطقه بی‌اوغلو استانبول، ترکیه، در ساعت ۴:۲۰ بعد از ظهر به وقت محلی رخ داد. به گفتهٔ «علی یرلیکایا» فرماندار استانبول، این بمب‌گذاری دست کم ۶ کشته و ۸۱ زخمی بر جای گذاشته‌است. به گفته مقامات ترکیه، زنی به نام احلام البشیر که کیفی را در خیابان گذاشته بود، مظنون اصلی این حمله است. با این حال تاکنون هیچ گروه تروریستی مسئولیت آن را بر عهده نگرفته‌است. دفتر دادستان عمومی استانبول به سرعت تحقیقاتی را پس از این حمله شروع کرد و حداقل ۸ دادستان برای این پرونده منصوب شدند. وزیر دادگستری بکر بوزداغ گفت که از یک زن که حدود ۴۰ دقیقه روی نیمکت نشسته بود تصویربرداری شده‌است و او کمی پیش از انفجار آنجا را ترک کرده‌است. رجب طیب اردوغان رئیس‌جمهور ترکیه این حمله تروریستی را محکوم کرد.
در ۲۰ نوامبر ۲۰۲۲، هفت روز بعد از این بمب‌گذاری، نیروی هوایی ترکیه مواضع نیروهای دموکراتیک سوریه در شمال سوریه را طی حمله‌ای با نام عملیات پنجه شمشیر بمباران کرد و عملیات خود علیه حزب کارگران کردستان در شمال عراق را نیز تداوم بخشید.

## مواضع
حزب اتحاد دموکراتیک این حمله را که علیه غیرنظامیان انجام گرفته «جنایت در مقابل بی‌گناهان» نامید و محکوم کرد و همزمان نسبت به سوءاستفادهٔ دولت ترکیه از این حمله برای جنگ روانی و زمینه‌سازی برای اشغالگری و حمله‌ای دیگر به کردستان سوریه هشدار داد و از مردم ترکیه خواست فریب ادعاهای دروغین سازمان میت و دولت ترکیه را نخورند.
فرهاد شامی، سخنگوی مرکز خبررسانی نیروهای دموکراتیک سوریه نیز ضمن رد اتهامات دولت ترکیه و اشاره به سناریوسازی‌های قبلی ترکیه، از دست داشتن نهادهای اطلاعاتی حکومت ترکیه در انفجار استانبول سخن گفت و آن را زمینه‌سازی برای به وجود آوردن بهانه‌ای برای حمله به روژاوا و اشغالگری دانست.
فرماندهی کل نیروهای مدافع خلق با انتشار بیانیه‌ای ضمن محکومیت حمله و تسلیت به بازماندگان آن، انجام هر اقدامی علیه غیرنظامیان را به شدت رد کرد و این بمب‌گذاری را رویدادی توطئه‌آمیز خواند و از افکار عمومی و نیروهای دمکراتیک ترکیه خواست نسبت به این مسئله هشیار باشند.
کنفدرالیسم جوامع کردستان ضمن ابراز همدردی با خانواده‌های قربانیان و بازماندگان و محکومیت حمله به غیرنظامیان، این حمله را تلاشی از سوی حکومت ترکیه برای اجرایی کردن نقشه‌های پلیدش به منظور زمینه‌سازی برای هجوم به روژاوا و فرار از بحران توصیف کرد.
مؤسسهٔ استراتفور نسبت به افزایش سیاست‌های ضد کُردی حکومت ترکیه پس از حملهٔ تروریستی استانبول به ویژه با توجه به نزدیک شدن به انتخابات ریاست جمهوری ترکیه هشدار داد.
جنبش جامعهٔ دموکراتیک در ادارهٔ خودمختار شمال و شرق سوریه ضمن محکوم کردن این حمله و تسلیت به خانواده‌های قربانیان، آن را اقدامی برنامه‌ریزی‌شده توسط حکومت ترکیه برای تداوم‌بخشی به سیاست‌های جنگ‌طلبانه و منحرف کردن توجه جامعهٔ جهانی از استفادهٔ ترکیه از سلاح شیمیایی علیه نیروهای کُرد به سمت انفجار استانبول توصیف کرد.
اداره خودمختار شمال و شرق سوریه ضمن محکوم کردن حمله و ادعاهای حکومت ترکیه را در جهت فریب افکار عمومی، پنهان کردن بحران داخلی خود و بهانه‌تراشی برای حمله به مناطق خودمختار و برهم زدن ثبات این مناطق دانست و اعلام کرد که نه تنها هیچ ارتباطی با این سناریو ندارد، بلکه حتی هیچ سند هویتی با نام ادعایی «احلام بشیر» نیز در این منطقه وجود ندارد.
فیصل مقداد وزیر امور خارجهٔ سوریه ضمن محکوم کردن حمله، از ترکیه به عنوان کشوری نام برد که صدها هزار تروریست را به سوریه روانه کرده و علیه مردم سوریه توطئه کرده‌است. او از حکومت ترکیه خواست این انفجار را بهانه‌ای برای حمله‌ای دیگر علیه سوریه نکرده و اوضاع کنونی را وخیم‌تر نکند.
بنیاد دفاع از دموکراسی‌ها در مقاله‌ای تحلیلی یادآوری کرد که حزب اتحاد دموکراتیک هیچ‌گاه در ترکیه انفجار یا اقدام تروریستی انجام نداده و تنها به دلیل نزدیکی به حزب کارگران کردستان و همکاری با آمریکا در سوریه در جنگ با داعش مورد اتهام قرار گرفته‌است و این اتهام‌زنی علیه کُردها درواقع با هدف بهره‌برداری سیاسی از سوی حزب حاکم عدالت و توسعه چند ماه مانده به انتخابات ریاست جمهوری صورت گرفته، اما بعید نیست که اردوغان حتی از آن برای حمله به کردهای سوریه نیز استفادهٔ ابزاری کند.
محرم اینجه رئیس حزب مملکت در توئیتی که به اظهارات احمد داووداغلو نخست‌وزیر پیشین ترکیه پس از بمب‌گذاری میدان راه‌آهن آنکارا در سال ۲۰۱۵ و دیگر رخدادهای پس از انتخابات ژوئن ۲۰۱۵ اشاره داشت نسبت به ادعاهای مقامات ترکیه واکنش نشان داد و نوشت «آیا جملهٔ "بمب‌ها منفجر می‌شوند و رأی ما بیشتر می‌شود" برایتان آشنا نیست؟ امیدوارم ترکیه به ۲۰۱۵ بازنگردد.»
علم صالح استادیار مطالعات خاورمیانه در دانشگاه ملی استرالیا گفت شکل و نوع این بمب‌گذاری به شکل و نوعی نیست که بتوان پ.ک.ک را انجام‌دهندۀ آن دانست، چرا که این گروه سال‌هاست که دست به چنین اقدامی نزده و این اقدام بیشتر شبیه کارهای گروه‌های سنی تکفیری و داعش بود.

## پیامدها
شامگاه شنبه ۱۹ نوامبر و ساعت‌های آغازین ۲۰ نوامبر ۲۰۲۲ نیروهای مسلح ترکیه اقدام به بمباران مناطق کردنشین سوریه از جمله شهر کوبانی کردند. به گفتهٔ فرهاد شامی سخنگوی مرکز خبررسانی نیروهای دموکراتیک سوریه علاوه بر کوبانی دو روستای پرجمعیت در شمال حلب و شمال حسکه نیز بمباران شده‌اند. دیدبان حقوق بشر سوریه از ۲۵ حملهٔ هوایی به این دو استان خبر داده‌است و کشته شدن ۹ مبارز و کارگر وابسته به نیروهای دموکراتیک سوریه (۷ نفر در جبل‌قره در حومهٔ مالکیه در حسکه و ۲ نفر در زهرالعرب در حومهٔ غربی درباسیه در حسکه) و ۶ سرباز ارتش سوریه (۴ نفر در پُست گارد مرزی در ام‌حرمال در ابوراسین در شمال غربی حسکه و ۲ نفر در پُست قزعلی در تل‌ابیض در شمال رقه) و نیز مجروح شدن دست‌کم ۳۰ عضو نیروهای دموکراتیک سوریه و ارتش سوریه را تأیید کرده‌است. از جمله مناطق مورد حمله کوه مشتنور در حومهٔ کوبانی (محل مقر نظامی روسیه)، الهُرش، الحُکُمی، حومهٔ علیشر در کوبانی، البَیلونیه، مرعناز، عین دقنه در شمال حلب و یکی از پُست‌های ارتش سوریه در نزدیکی تل‌رفعت بوده‌است.